# Căpitanul Blood (film din 1935)

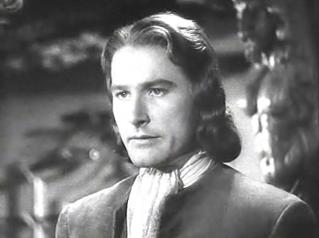
Errol Flynn în rolul lui Peter Blood într-o scenă din film

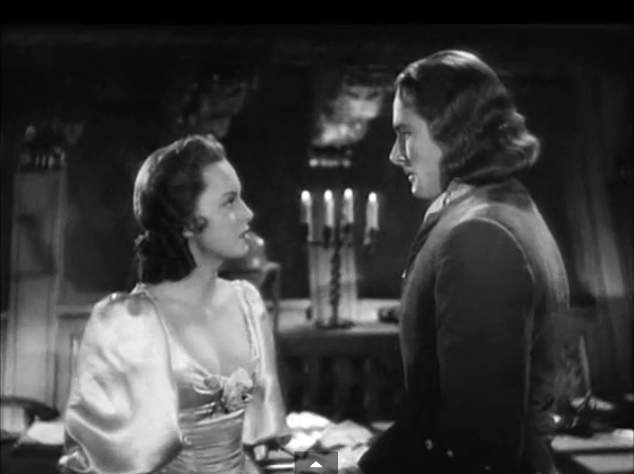
Errol Flynn și Olivia de Havilland într-o scenă din film

Căpitanul Blood (titlul original: în engleză Captain Blood) este un film de aventuri american, realizat în 1935 de regizorul Michael Curtiz, după romanul omonim (în română Odiseea căpitanului Blood) a scriitorului Rafael Sabatini, protagoniști fiind actorii Errol Flynn, Olivia de Havilland, Lionel Atwill și Basil Rathbone. 

## Rezumat
În Anglia secolului al XVII-lea, medicul irlandez Peter Blood (Errol Flynn) este chemat pentru a-l ajuta pe lordul Gildoy, un protector rănit care a participat la Rebeliunea lui Monmouth. Arestat în timp ce își îndeplinea sarcinile de medic, este condamnat pentru trădare împotriva regelui Iacob al II-lea și condamnat la moarte de infamul judecător Jeffreys. Prin capriciul regelui, care vede o oportunitate de a profita de situație, Blood și rebelii supraviețuitori sunt transportați în Indiile de Vest pentru a fi vânduți ca sclavi.
În Port Royal, Blood este cumpărat de Arabella Bishop (Olivia de Havilland), frumoasa nepoată a comandantului militar local, colonel Bishop (Lionel Atwill). Atrasă de natura rebelă a lui Blood, Arabella face tot posibilul să îi îmbunătățească situația, recomandându-l ca medic personal al guvernatorului coloniei, care suferă de o dureroasă gută. Aparent indignat față de Arabella, dar în fond recunoscător ei, în liniște, pentru eforturile depuse în numele său, Blood dezvoltă un plan de evadare pentru el și camarazii săi sclavi. Planul aproape că este descoperit de suspiciosul colonel Bishop, care l-a interogat pe unul dintre oamenii lui Blood. Blood scapă de o soartă similară atunci când o corabie spaniolă de război, atacă Port Royal. În timpul atacului, Blood și ceilalți sclavi camarazi ai săi, cuceresc nava spaniolă în timpul nopții când gărzile de noapte s-au îmbătat și pleacă deciși să înceapă o viață de pirați.
Blood și oamenii săi obțin repede un renume în rândul piraților. Când bătrânul guvernator nu poate să stăpânească amenințarea piratelor, colonelul Bishop este numit guvernator. El o trimite pe Arabella în Anglia într-o vacanță prelungită, dar trei ani mai târziu aceasta se întoarce în Caraibe. Nava ei, care de asemenea îl transportă pe emisarul regal Lordul Willoughby (Henry Stephenson), este capturată de partenerul trădător al lui Blood, bucătarul francez căpitan Levasseur (Basil Rathbone), care intenționează să îi păstreze pentru răscumpărare. Blood îl obligă pe Levasseur să-i vândă lui, profitând în același timp de oportunitatea de a se răzbuna pe Arabella. Când Levasseur obiectează vehement, Blood este forțat să-l omoare într-un duel.
Blood îi oferă Arabellei bijuterii valoroase obținute din cuceririle sale, ca semn al dragostei sale pentru ea. Nerecunoscătoare pentru „salvarea” ei, Arabella este indignată că a fost cumpărată de Blood și îl numește hoț și pirat. Deși înfuriat de respingerea ei, el ordonă oamenilor săi să plece spre Port Royal unde îi va duce pe Arabella și pe lordul Willoughby, în ciuda pericolului existent pentru el și echipajul său.
Pe măsură ce se apropie de Port Royal, ei văd două nave de război franceze care atacă orașul; Bishop l-a lăsat neapărat în încercarea sa de a-l urmări pe Blood. Cu Anglia aflată acum în război cu Franța, Lordul Willoughby îi cere lui Blood să salveze colonia, dar căpitanul și echipajul său refuză să lupte pentru regele corupt. Willoughby dezvăluie că Iacob al II-lea a fost înlăturat în timpul Revoluției glorioase; noul rege al Angliei, William al III-lea, l-a trimis pe Willoughby să îi grațieze pe Blood și pe oamenii lui și să le ofere diverse însărcinări în cadrul marinei regale. Această veste surprinzătoare îi face pe pirați să se răzgândească și se pregătesc pentru lupta cu francezii.
După ce au lăsat-o pe Arabella la țărm, Blood și oamenii săi se apropie de Port Royal, arborând steaguri franceze, dar în curând acestea sunt înlocuite de steagurile britanice. Urmează o luptă navală, ceea ce duce la o luptă frenetică pe punte. Blood și oamenii săi înving fregatele franceze, salvând colonia, dar nu înainte de a-și pierde nava în luptă. Drept recompensă, Blood este numit de către lordul Willoughby drept noul guvernator al Port Royal, poziție din care va trata cu predecesorul său ostil, revenit din vânătoarea sa de pirați și fiind arestat pentru absența sa de la post pe timp de război. În timp ce Arabella pledează pe lângă noul guvernator pentru a cruța viața unchiului său, Peter Blood i se prezintă colonelului surprins de noua situație. Cu un zâmbet viclean de triumf, îl salută pe Bishop cu „Bună dimineața, unchiule”, după ce a câștigat mâna și inima Arabellei.

## Distribuție
- Errol Flynn – Peter Blood
- Olivia de Havilland – Arabella Bishop
- Lionel Atwill – Colonel Bishop
- Basil Rathbone – căpitanul Levasseur
- Ross Alexander – Jeremy Pitt
- Guy Kibbee – Henry Hagthorpe
- Henry Stephenson – Lordul Willoughby
- Robert Barrat– John Wolverstone
- Donald Meek – doctorul Whacker
- Hobart Cavanaugh – doctorul Bronson
- Forrester Harvey – Honesty Nuttfall
- Frank McGlynn Sr. – reverendul Oggle
- Jessie Ralph – menajera Barlow
- Holmes Herbert – căpitanul Gardner
- David Torrence – Andrew Baynes
- J. Carrol Naish – Cahusac
- George Hassell – Gouverneur Steed
- Mary Forbes – Mrs. Steed
- Pedro de Cordoba – Don Diego
- Harry Cording – Kent
- Leonard Mudie –  Baron Jeffreys
- E. E. Clive – funcționar al tribunalului
- Ivan F. Simpson – procurorul
- Vernon Steele – regele Iacob al II-lea al Angliei

## Premii și nominalizări
Oscar 1936 :
- Nominalizări la categoriile
  - cel mai bun film
  - cel mai bun regizor (Michael Curtiz)
  - cea mai bună coloană sonoră (Leo F. Forbstein)
  - cel mai bun mixaj sonor (Nathan Levinson)
  - cel mai bun scenariu adaptat (Casey Robinson)